# Maurício Luiz de Souza
Maurício Luiz de Souza est un joueur brésilien de volley-ball né le 29 septembre 1988 à Iturama (Minas Gerais). Il mesure 2,09 m et joue central. Il est international brésilien.

## Clubs
| Club               | De        | À         |
| ------------------ | --------- | --------- |
| Ulbra              | 2007-2008 | 2007-2008 |
| Brasil Vôlei Clube | 2008-2009 | 2010-2011 |
| Vôlei Futuro       | 2011-2012 | 2011-2012 |
| Minas Tênis Clube  | 2012-2013 | 2012-2013 |
| Halkbank Ankara    | 2013-2014 | 2013-2014 |

## Palmarès

### Club et équipe nationale
- Championnat du monde des moins de 21 ans (1)
  - Vainqueur : 2007
- Ligue mondiale
  - Finaliste : 2013
- Jeux panaméricains (1)
  - Vainqueur : 2011
- Championnat d'Amérique du Sud (1)
  - Vainqueur : 2013
- Championnat Sud-américain des clubs
  - Finaliste : 2009, 2013
- Championnat du Brésil
  - Finaliste : 2012

### Distinctions individuelles
- Meilleur contreur de la Superliga 2012-2013